# Szmarnoje (sielsowiet mileninski)
Szmarnoje (ros. Шмарное) – wieś (ros. деревня, trb. dieriewnia) w zachodniej Rosji, w sielsowiecie mileninskim rejonu fatieżskiego w obwodzie kurskim.

## Geografia
Miejscowość położona jest nad ruczajem Szmarnyj (lewy dopływ Usoży w dorzeczu Swapy), 8 km od centrum administracyjnego sielsowietu (Milenino), 9 km na południowy wschód od centrum administracyjnego rejonu (Fatież), 36 km na północny zachód od Kurska, 6,5 km od drogi magistralnej (federalnego znaczenia) M2 «Krym» (część trasy europejskiej E105).
We wsi znajdują się 24 posesje.
Klimat
Miejscowość, jak i cały rejon, znajduje się w strefie klimatu kontynentalnego z łagodnym ciepłym latem i równomiernie rozłożonymi opadami rocznymi (Dfb w klasyfikacji klimatów Köppena).

## Demografia
W 2010 r. wieś zamieszkiwało 15 osób.